# Jean-Baptiste Joseph Debay (1779-1863)
Jean Baptiste Joseph De Bay (Mechelen, 16 ottobre 1779 – Parigi, 14 giugno 1863) è stato uno scultore belga.

## Biografia
De Bay fu allievo di Antoine-Denis Chaudet. È il padre dello scultore Jean-Baptiste Joseph Debay (1802-1862) e dello scultore e pittore Auguste-Hyacinthe Debay (1804-1865).

## Onorificenze
- Cavaliere della Legion d'Onore